# Iž
Iž (wł. Eso, niem. Ese) chorwacka wyspa na Adriatyku w pobliżu Zadaru, leżąca na zachód od wyspy Ugljan i na wschód od wyspy Dugi Otok. Jej powierzchnia wynosi 16,51 km² a długość linii brzegowej 35,22 km. Na wyspie są 2 miejscowości, Maly Iž i Veli Iž. Najwyższe wzniesienie to Korinjak (168 m n.p.m.).
Zamieszkana od czasów prehistorycznych. Wyspa jest wymieniona w De Administrando Imperio (O zarządzaniu państwem) Konstantyna VII Porfirogenety jako Ez. Na wyspie jest zabytkowy kościół z XI wieku, natomiast pierwsze dokumenty o osadach chorwackich pochodzą z 1266 r.